# 帕嘎蒂安

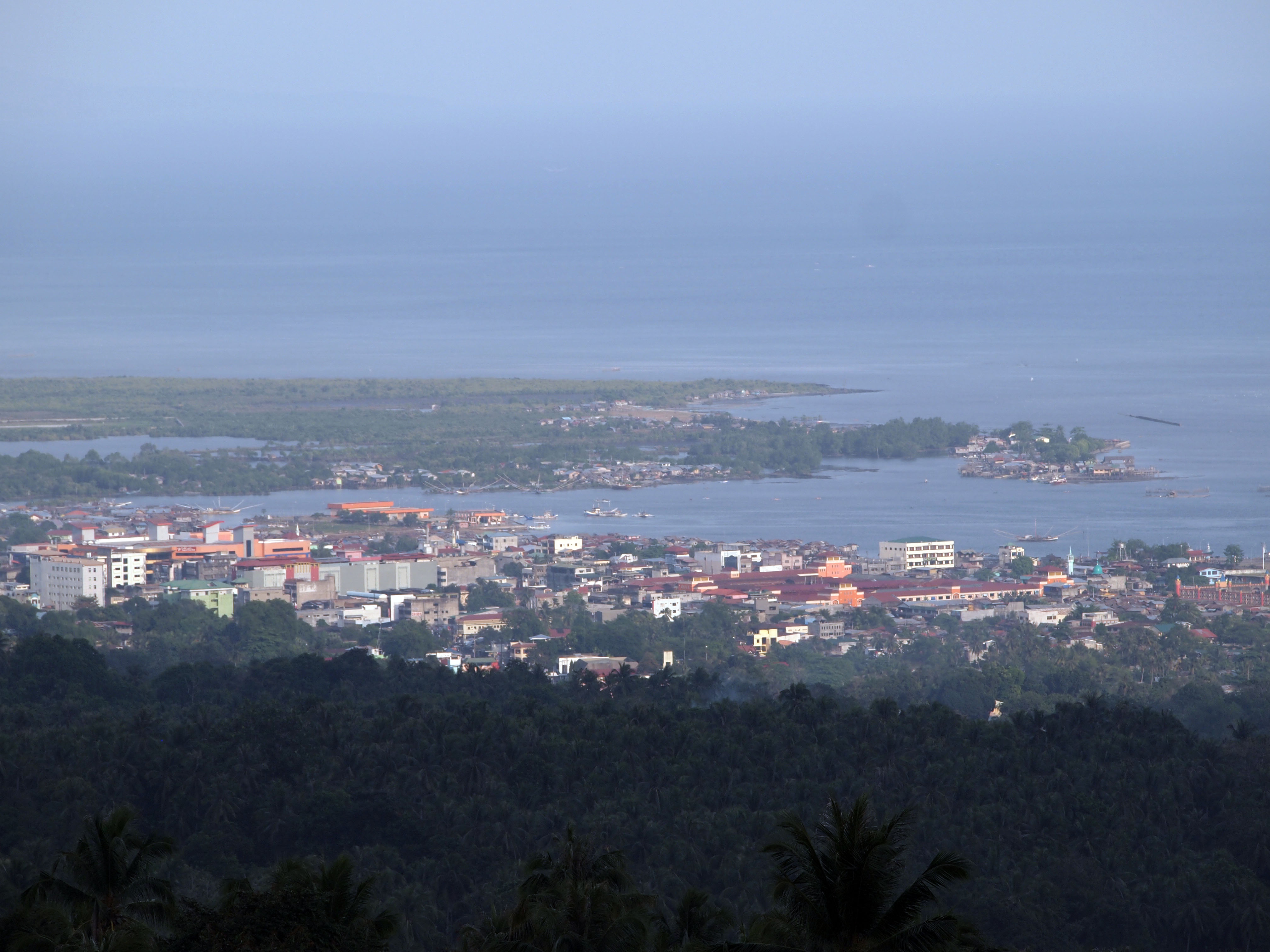
帕嘎蒂安市

帕嘎蒂安（Pagadian），又譯巴加連，是菲律宾南三宝颜省的首府，曾被菲律宾人称为“南方的香港”，面积为333.8平方千米，海拔100米，2010年人口为186852。